# Peter Ortner (Bergsteiger)

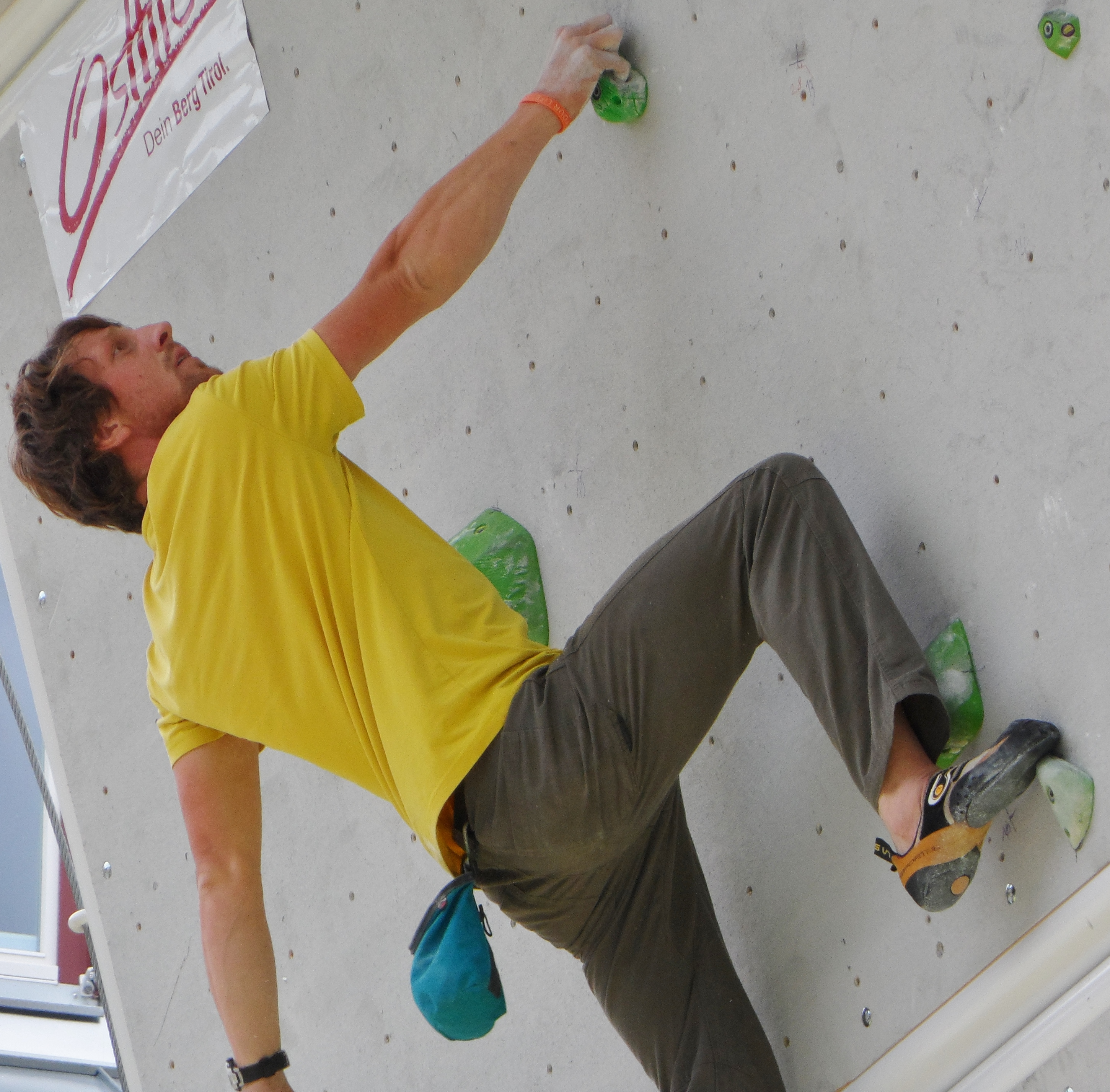
Peter Ortner beim Bouldern in Lienz, September 2014

Peter Ortner (* 10. September 1983 in Lienz, Osttirol) ist ein österreichischer Bergsteiger und Kletterer. 

## Biografie
Peter Ortner wuchs auf einem Bauernhof in Osttirol auf und sammelte erste Bergerfahrungen mit 12 Jahren als Hirtenhelfer im Debanttal. Mit 17 Jahren begann er mit Freunden zu klettern und entwickelte sich in den Folgejahren zu einem der besten Kletterer Österreichs. 2009 schloss er die Ausbildung zum staatlich geprüften Berg- und Skiführer ab. Im selben Jahr gewann er die Internationale Österreichische Meisterschaft im Eisklettern.
Im November 2009 lernte er den Kletterer David Lama am Cerro Torre (3128 m) in den argentinisch-chilenischen Anden kennen. Lama wollte zusammen mit Daniel Steuerer eine Begehung der Kompressorroute an der Südostflanke ohne technische Hilfsmittel durchführen. Das Unternehmen scheiterte jedoch aufgrund des Wetters und der Bedingungen am Berg selbst.
2011 gelang Lama mit Peter Ortner der Aufstieg über die „Kompressorroute“ zum Gipfel des Cerro Torre, dies mit technischen Hilfsmitteln. Zudem gelangten sie noch über die Desmochada und die Whillians-Rampe auf den Gipfel des Aguja Poincenot (3002 m). Im Januar 2012 bewältigten sie die „Kompressorroute“ als erste ohne technische Hilfsmittel. Für dieses Projekt wurden die beiden beim Piolet d’Or 2013 mit einer Spezialauszeichnung geehrt. Aus dem entstandenen Filmmaterial wurde die Dokumentation Cerro Torre – Nicht den Hauch einer Chance produziert, die im August 2014 mit dem Publikumspreis beim Filmfest St. Anton ausgezeichnet wurde.
2012 bestiegen Ortner und Lama in Pakistan den Trango Tower (6251 m) über die schwierige Route Eternal Flame (IX+/X-). Zudem gelang ihnen noch ein Gipfelsieg auf der Chogolisa (7668 m), wobei es sich um die erste erfolgreiche Begehung dieses markanten Berges seit 1986 handelte.
2013 und 2014 gewann Ortner erneut die Internationalen Österreichischen Meisterschaften im Eisklettern. Im Juli 2014 versuchten Ortner, Lama und Hansjörg Auer die Erstbegehung der Nordostwand des Masherbrum (7821 m) in Pakistan, welche jedoch an der akuten Lawinengefahr scheiterte. Im September 2014 war Peter Ortner Ideengeber und Mitorganisator des 1. Free Solo Masters in Lienz, einer internationalen Meisterschaft im Free-Solo-Klettern. Darüber hinaus widmet er sich dem Speed Flying und Hike and Fly.
2018 erschien sein Buch BORDER: Am Limit meiner Grenzen. Im selben Jahr wurde er für die Rettung von vier Besatzungsmitgliedern eines im Bereich der Wolayerseehütte verunfallten Hubschraubers des Bundesheeres von Verteidigungsminister Mario Kunasek ausgezeichnet.

## Bedeutende Felsfahrten (Auswahl)
- 2008: The Nose an der Südostkante des El Capitan mit Peter Wurzer
- Juli 2010: Bellavista an der Nordwand der Westlichen Zinne mit David Lama
- Januar 2011: Kompressorroute an der Südostwand des Cerro Torre mit David Lama
- Juni 2011: MacIntyre-Colton an der Nordwand der Grandes Jorasses mit David Lama
- August 2011: Paciencia an der Eiger-Nordwand mit David Lama
- Juli 2012: Safety Discussion an der Laserz-Südwand mit David Lama
- Juli 2012: Eternal Flame an der Südwestkante des Trango Tower mit David Lama
- März 2013: Nordwände von Großglockner und Eiskögele mit David Lama
- April 2013: Beyond Good and Evil an der Nordwand der Aiguille des Pélerins mit David Lama
- Januar 2015: Chiaro di Luna an der Westwand des Aguja Saint-Exupery

## Wintererstbegehungen (Auswahl)
- Dezember 2010: Nordwestpfeiler des Hahnenkammturms (1500 m, 36 Seillängen, 1 Biwak) mit David Lama
- Februar 2012: Nordwand der Loška Stena (Route Lama-Ortner, 1300 m, 49 Stunden, 2 Biwaks) mit David Lama
- Dezember 2012: Nordwand des Laserz (Route Spindrift, 600 m) mit David Lama
- Januar 2013: Nordwand des Hohen Fensters (Route Wer will der kann, 320 m) mit Andreas Bstieler
- Januar 2013: Nordwestwand der Keilspitze (Route Taurin, 660 m, 12 Seillängen, 6:30 Stunden) mit Mathias Wurzer
- Januar 2013: Umbaltaler Wasserfall (150 m) mit Andreas Bstieler
- Januar 2013: Großbachfall (230 m, Free Solo)
- März 2013: Nordostwand der Sagwand (Route Schiefer Riss, 1000 m, 1 Biwak) mit David Lama und Hansjörg Auer

## Free Solo Begehungen (Auswahl)
- März 2012: Hochstadel-Nordwestkante (1200 m, 4 Stunden, Winter) in den Lienzer Dolomiten
- Juli 2012: Furz Wurz Riss (12 m) in den Lienzer Dolomiten
- Januar 2013: Großbachfall (230 m, Winter) im Umbaltal
- Oktober 2014: Route Goldfinger (7b) im Maltatal, Kärnten
- Januar 2015: Bischofsmütze-Nordwand in den Lienzer Dolomiten